# 糠秕杜鹃
糠秕杜鹃（学名：Rhododendron sperabiloides），为杜鹃花科杜鹃花属下的一个植物种。